# Odprto prvenstvo Francije 1970
Odprto prvenstvo Francije 1970 je teniški turnir za Grand Slam, ki je med 26. majem in 7. junijem 1970 potekal v Parizu.

## Moški posamično
Jan Kodeš :  Željko Franulović, 6-2, 6-4, 6-0

## Ženske posamično
Margaret Court :  Helga Niessen Masthoff, 6–2, 6–4

## Moške dvojice
Ilie Năstase /  Ion Ţiriac :  Arthur Ashe /  Charlie Pasarell, 6–2, 6–4, 6–3

## Ženske dvojice
Gail Sherriff Chanfreau /  Françoise Dürr :  Rosemary Casals /  Billie Jean King, 6–1, 3–6, 6–3

## Mešane dvojice
Billie Jean King /  Bob Hewitt :  Françoise Dürr /  Jean-Claude Barclay, 3–6, 6–4, 6–2